# کینستن ریوز
فیلیپ آرتور ریوز (انگلیسی: Philip Arthur Reeves) مشهور به کینستن ریوز بازیگر اهل انگلستان بود.
از فیلم‌ها یا مجموعه‌های تلویزیونی که وی در آن‌ها نقش داشته‌است، می‌توان به دروازه‌های بهشت، نشانه چهار، دژ، نخست‌وزیر، آقای پیت جوان، خوکچه هندی، اطلاعات طبقه‌بندی‌شده، قایم‌موشک، یک‌هزار روز از آن و زندگی خصوصی شرلوک هولمز اشاره نمود.